# ستان روز
ستان روز (بالإنجليزية: Stan Rose) هو عالم التقانة الحيوية أمريكي، ولد في 2 فبراير 1956.